# Bellevue (Alberta)
Pour les articles homonymes, voir Bellevue.
Bellevue est une communauté urbaine des montagnes Rocheuses située dans la municipalité de Crowsnest Pass, dans le sud-ouest de l'Alberta, au Canada. Il était une municipalité indépendante avant 1979, pour ensuite fusionner avec quatre autres municipalités pour former Crowsnest Pass. 

## Histoire
Bellevue a été fondée en 1905 sur un terrain plat au-dessus de la mine Bellevue, exploitée par la West Canadian Collieries (WCC), basée en France. Son bureau de poste a ouvert ses portes en 1907. Le nom de la ville est attribué à Elsie Fleutot, la jeune fille de l'un des directeurs canadiens-français du WCC, Jules J. Fleutot, après qu'elle s'est exclamée "Quelle belle vue!". En 1909, la Maple Leaf Coal Company a commencé ses opérations à la Mohawk Bituminous Mine et a construit le village de Maple Leaf adjacent à Bellevue. En 1913, WCC a transféré de nombreux travailleurs à Bellevue de ses activités fermées à Lille. Le WCC a exposé un bloc de charbon de cinq tonnes à l'Exposition nationale de 1910 à Calgary . 
Cette période de croissance n'a pas été sans revers. Une explosion dans la mine Bellevue pendant un quart de travail partiel le 9 décembre 1910 a tué 30 mineurs. En 1917, un incendie a détruit la majeure partie de la section commerciale de Bellevue, suivi de petits incendies en 1921 et 1922. Un bidonville appelé Bush town, ou Il Bosc, au-dessous de Bellevue a été inondé en 1923 mais a persisté pendant plusieurs années. 
La West Canadian Collieries  ont ouvert la mine Adanac à Byron Creek en 1945, mais en 1957, toutes les mines de la région de Bellevue ont été fermées. Le tipple de Bellevue a continué de traiter le charbon de la mine à ciel ouvert de Grassy Mountain, mais a été retiré en 1962 après la fermeture de cette opération. Ces fermetures ont entraîné une réduction critique de l'assiette fiscale de Bellevue. 
Bellevue a finalement été incorporée dans un village en 1957. Le réalignement de l'autoroute 3 dans les années 1970 a entraîné un déclin de la centre ville de Bellevue, même si les zones résidentielles ont continué de prospérer. Après la fusion de cinq districts scolaires locaux en 1966, Bellevue a rejoint quatre autres communautés locales en fusion dans la municipalité de Crowsnest Pass en 1979, ce qui a rétabli une certaine stabilité financière, et Bellevue continue de prospérer aujourd'hui. 